# Tanaorhinus imperialis
Tanaorhinus imperialis är en fjärilsart som beskrevs av Louis Beethoven Prout 1932. Tanaorhinus imperialis ingår i släktet Tanaorhinus och familjen mätare. Inga underarter finns listade i Catalogue of Life.